# Jürgen Hans Grümmer
Jürgen Hans Grümmer (auch: Hansjürgen) (* 26. November 1935 in Köln-Dellbrück; † 1. April 2008 in Köln) war ein deutscher Bildhauer und Maler.

## Leben

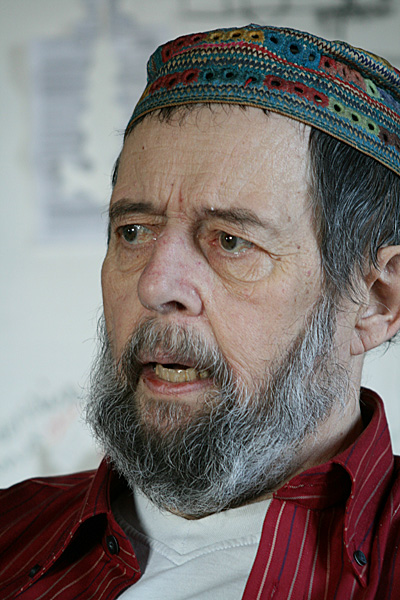
Jürgen Hans Grümmer

Jürgen Hans Grümmer wurde in Köln-Dellbrück geboren, seine Eltern nannten ihn Hansjürgen. Diesen Vornamen änderte er in den 1970er Jahren in Jürgen Hans, um die Kürzelsignatur „HJ“ zu umgehen. Grümmers Vater hatte eine Klischeeanstalt. Grümmer verbrachte als Kind einen Teil der Kriegsjahre in der Gegend von Losheim / Eifel. Als Maler lebte und arbeitete er sowohl in der Kölner Südstadt, wo er auch sein Atelier hatte, als auch in der Eifel bei Mayen.
Grümmer studierte von 1952 bis 1958 an den Kölner Werkschulen. 1956 war er Meisterschüler bei Otto Gerster. Im selben Jahre entstand das Europamosaik (Europa auf dem Stier) im Spanischen Bau des Kölner Rathauses.
1957 erhielt er ein Stipendium des Istituto Italiano di Cultura in Rom.
Zwischen 1958 und 1960 übernahm er die Leitung von Kursen für Kunsterzieher in Königswinter. 1962 wurde Grümmer mit dem Förderpreis für Malerei der Stadt Köln (Erster Friedrich-Vordemberge-Preis für Malerei) ausgezeichnet. 1962 bis 1967 unterhielt er ein Atelier bei dem Architekten Prof. Rolf Gutbrod auf der Baustelle der Universität zu Köln. Neben der Beihilfe zur Bauleitung gestaltete er die Fußböden von Universitäts-Bibliothek und Hörsaalgebäude, die Außenanlagen, Steingärten und den Albertus-Magnus-Platz, bei dem erstmals in Köln eine Verkehrsstraße (Universitätsstraße) gedeckelt, also unter Tage gelegt wurde.
In der Zeit von 1964 bis 1967 konzipierte und gestaltete er den Offenbachplatz vor der von Wilhelm Riphan erbauten Kölner Oper mit dem zentralen Mosaikbrunnen.
1970 bis 1972 folgten der Umbau des Kölner Ostermannplatzes mit Brunnenanlage und Kastellgäßchen in Köln, die Außenanlagen des damaligen Bundesministerium für Justiz sowie des Bundesministeriums für Bildung und Forschung in Bonn-Bad Godesberg Nord (Kreuzbauten). 1973 kam der Skulpturengarten „Polyphems Spielzeug“ im damaligen Ministerium für Justiz in Bonn hinzu. Im gleichen Jahr nahm er an der Ausstellung „Kunst am Bau“ im Ministerium für Justiz in Bonn teil.
1974 konzipierte Grümmer Bodenflächen, Fotowand und Brunnen in der Deutschen Botschaft Den Haag (Kanzlei), die „Rosensaalburg“ im Justizministerium und das Paviment im Ministerium für Verteidigung in Bonn-Hardthöhe (Ministerbau). Weiterhin schuf er zwischen 1974 und 1984 Brunnen, Skulpturen, Platzgestaltungen in Marburg, Kassel, Wetzlar, Büdingen, Gießen (Brunnen und Steine in der Fußgängerzone), Baunatal (Brunnen im Bundeswehrlazarett), Burghof Hachenburg, Hünfeld, Bad Salzhausen, Marler Stern (Einkaufszentrum), Bad Hersfeld, Stadt Allendorf, Gummersbach, Petersberg/Fulda, London (Terrassenskulpturen am Goethe-Institut, das Skulpturenensemble „Der halbe Bogen des Zweifels“, das seit 2015 auf dem Außengeländes des Außenministeriums in Bonn aufgestellt ist).
Nach dem Rückzug aus der Platz- und Stadtgestaltung konzentrierte er sich auf die Malerei mit Ausnahme der Gestaltung der Barbara-Legende, einem Zyklus von sechs Fassadenmosaiken (je 3 m × 3 m) für die Bergarbeitersiedlung Kamp-Lintfort.
In den neunziger Jahren beschäftigte sich Grümmer mit Serien von großformatigen Zeichnungen (70 cm × 100 cm) „Edith Stein“, „Abakus“, „Buchstaben und Sätze“ und schuf ein Triptychon (320 cm × 290 cm), das als Leihgabe im Kapitelsaal der Kölner „Kartause“, Kartäuserkirche hängt.
2004 kehrte er mit „Luur ens“, einer Gemeinschaftsausstellung mit Joachim Rieger, in die Öffentlichkeit zurück, aus der er sich mehr als zwanzig Jahre zurückgezogen hatte und schuf in seinen letzten Lebensjahren ein Spätwerk mit vielen wichtigen Arbeiten, beispielsweise „Hiob. Ein Triptychon plus eins“, das posthum schon mehrmals ausgestellt wurde.
Der Maler und Bildhauer starb am 1. April 2008 in Köln.

## Werk

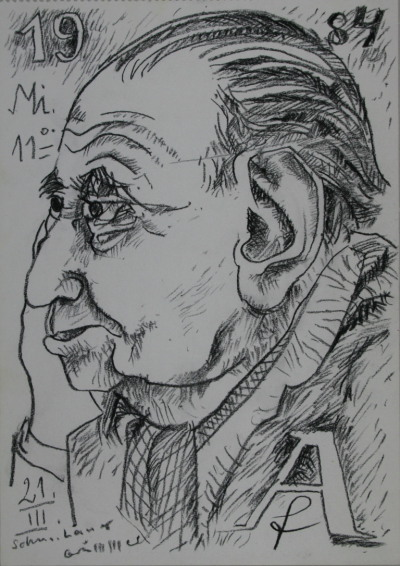
Albrecht Fabri (Skizze)

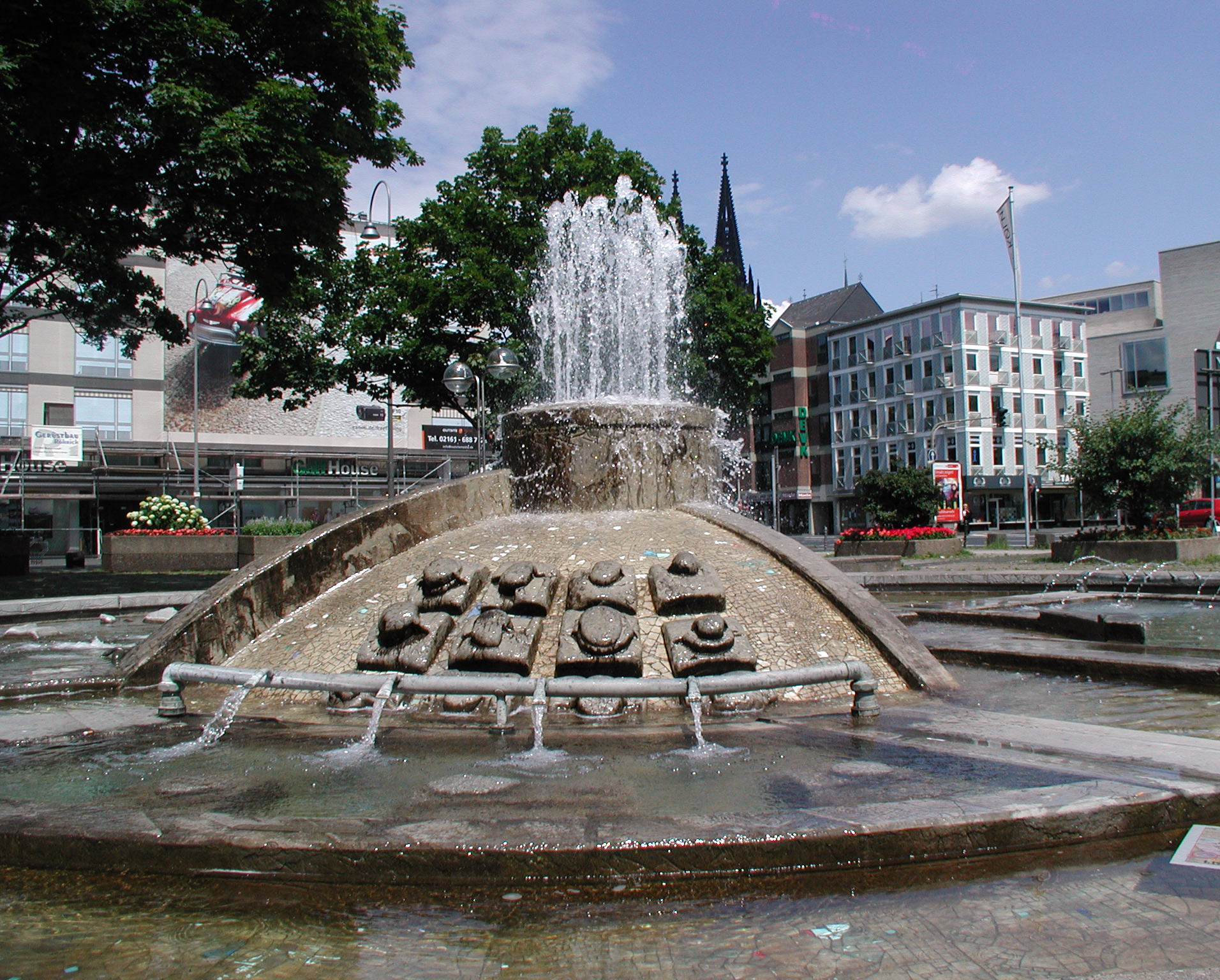
Kölner Opernbrunnen von Jürgen Hans Grümmer auf dem Offenbachplatz

Grümmer trat vor allem als Bildhauer mit Platzgestaltungen und Brunnenanlagen für moderne Kunst am Bau und die Gestaltung von Innenstadt-Lebensräumen in Erscheinung. In Köln schuf er den Opernbrunnen vor der Oper (Offenbachplatz) und das Wandmosaik (Europa auf dem Stier) im Spanischen Bau des Rathauses.
Schon die frühen Fußboden-, Wand- und Fassadengestaltungen, wie die auf dem Kölner Universitätsgelände zwischen Hauptgebäude, Philosophikum und Hörsaalgebäude (in Zusammenarbeit mit dem Stuttgarter Architekten Rolf Gutbrod) und die des zeitgleich realisierten Offenbachplatzes mit seinem Mosaikbrunnen vor der Oper, zeigen jene bildhauerischen Gestaltungselemente, die bis in die 1980er Jahre im In- und Ausland zu Grümmers Markenzeichen werden: Die Verbindung verschiedenster Werkstoffe und Elemente. Kunstwerke, die begehbar und besetzbar sein sollen, beklettert und beplanscht werden dürfen, um so einen sinnlich erlebbaren Freiraum inmitten der Urbanität zu schaffen.
Über sein Schaffen als Bildhauer und „Freiraumgestalter“, wie er sich selbst lakonisch bezeichnete, hinaus schuf Grümmer als Maler seit den späten 1950er bis zu seinem Tod ein umfangreiches Werk zu unterschiedlichsten Themen. Sein malerisches Werk umfasst Leinwandarbeiten ebenso wie Ölarbeiten auf Holz u. a., Collagen, Zeichnungen, Radierungen, Siebdrucke, Hochdrucke u. v. m. In seinen zahlreichen Skizzenblöcken, Sudelbüchern, auf Stundenzetteln und Tagebüchern lässt sich der Entwicklungsprozess des Künstlers in der Auseinandersetzung mit seiner Arbeit nachvollziehen.
2010 zeigte eine erste posthume Retrospektive im Kölner Kunsthaus Rhenania Arbeiten des Kölner Malers aus fünf Jahrzehnten. Zeitgleich präsentierte der Rheinische Verein für Denkmalpflege und Landschaftsschutz Grümmers Kölner Opernbrunnen auf dem Offenbachplatz als Denkmal des Monats.
2011 unterstützte das Kölner Schokoladenmuseum eine Schokoladen-Spenden-Aktion zur Rettung des Kölner Opernbrunnens mit der Sonderausstellung „Der Kölner Künstler Jürgen Hans Grümmer. Schokobrunnen trifft Opernbrunnen“. Zeitgleich gab es weitere Ausstellungen mit Arbeiten des Malers in der Kölner Galerie Smend, in der Kölner St. Severinskirche und der Kölner Kartäuserkirche.
Seit Februar 2014 befindet sich in St. Severin (Köln) das Diptychon „Karfreitag in der Severinstraße“(1990), ein Schlüsselwerk von Grümmer. Zu dem Diptychon schrieb Johannes Quirl, Pfarrer von St. Severin: „Das Wort ›Kar‹ stammt vom ahd. ›Kara‹ und bedeutet soviel wie Sorge, Kummer. Den Kummer und die Sorgen, welche der verheerende Zweite Weltkrieg mit sich brachte, hat Grümmer als Kind nicht nur (z. T. in der Eifel) selbst erlebt, sondern ihn wie in dem uns vorliegenden Werk sowohl biblisch rückgebunden als auch in unser ›Veedel‹ hinein aktualisiert.“ Grümmer lebte viele Jahrzehnte im Kölner Severinsviertel zwischen St. Severin und Kartäuserkirche, wo sich ein weiteres wichtiges Spätwerk des Malers „Die Heilige Familie“ (Triptychon, 1988 bis 1990) befindet. Die beiden Arbeiten sind Beispiel für die tiefgründige Bild- und Symbolsprache, mit der Grümmer kenntnisreich und wortgewaltig zahlreiche historische und zeitgenössische Themen in einen biblischen Kontext stellt. Dabei lädt der Maler den Betrachter immer wieder aufs Neue auf Entdeckungsreisen ein – wie in sogenannten Wimmelbildern – und führt ihn zu jenen Abgründen und Neuanfängen, denen die Menschen im christlich geprägten Abendland ebenso wie im jüdisch und muslimisch geprägten Morgenland in ihrer zweitausendjährigen Geschichte nach Christi Geburt immer ausgesetzt waren.
Im Juli 2016 wurde der Kölner Offenbachplatz nach mehrjährigen Restaurierungsarbeiten in Teilbereichen wieder für die Öffentlichkeit freigegeben und der Kölner Opernbrunnen in einem ersten Testlauf in Betrieb genommen.